# Batalla de Tóshkivka
La batalla de Tóshkivka fue un conflicto armado en torno a la ciudad de Tóshkivka, un municipio montañoso en el raión de Severodonetsk del óblast de Lugansk, como parte de la invasión rusa de Ucrania en 2022.

## Fondo
El 24 de febrero de 2022, Rusia invadió Ucrania, en una fuerte escalada de la guerra ruso-ucraniana, que había comenzado en 2014. La invasión provocó la crisis de refugiados de más rápido crecimiento en Europa desde la Segunda Guerra Mundial, con más de 6,5 millones de ucranianos huyendo del país y un tercio de la población desplazada. El 8 de mayo, Serhiy Haidai, gobernador del óblast de Lugansk, dijo en su canal de Telegram que los rusos controlaban solo la mitad de la ciudad de Popasna, but later admitted Ukrainian forces had pulled out. pero luego admitió que las fuerzas ucranianas se habían retirado. El 12 de mayo, las fuerzas rusas habían derrotado a las fuerzas ucranianas en la batalla de Rubizhne y establecido el control total de la ciudad, promoviendo sus intentos de rodear Severodonetsk.
Tóshkivka es un pueblo de 5.000 habitantes justo al sur de la ciudad principal de Lisichansk, y con el pueblo cercano de Ustynivka, fue una ciudad estratégica para las fuerzas ucranianas y rusas/prorrusas en la batalla del Dombás. Cualquiera que tenga la ciudad tiene acceso a Lisichansk y a las otras pocas ciudades del óblast de Lugansk al oeste del río Donets.

## Batalla
La batalla comenzó el 9 de mayo, después de que las fuerzas rusas y de la República Popular de Lugansk lanzaran múltiples ataques contra los asentamientos de Tóshkivka, Voevodivka y Nyzhnie, pero fueran rechazados por las fuerzas ucranianas. Nueve tanques, un dron Orlan-10 y varios otros equipos del lado ruso fueron destruidos. Después de unos días de combates de bajo nivel, la batalla se reanudó nuevamente el 20 y 23 de mayo, aunque las fuerzas rusas no pudieron ganar mucho terreno. En un intento por relevar a las tropas que luchaban en la batalla mucho más grande de Severodonetsk, las fuerzas rusas lanzaron un asalto a Tóshkivka, que tuvo un éxito parcial. El 21 de junio, los Ministerios de Defensa ruso y ucraniano declararon que las fuerzas rusas y la R.P. de Lugansk tenían el control de Tóshkivka, y la parte ucraniana declaró que sus tropas también se habían retirado del bolsillo que rodeaba las ciudades de Girske y Zoloté.